# باتي أوستين
باتي أوستين (بالإنجليزية: Patti Austin) (و. 1950  م) هي موسيقية، ومغنية، وكاتبة غنائية أمريكية، ولدت في نيويورك.

## وصلات خارجية
- باتي أوستين على موقع IMDb (الإنجليزية)
- باتي أوستين على موقع روتن توميتوز (الإنجليزية)
- باتي أوستين على موقع ميوزك برينز (الإنجليزية)
- باتي أوستين على موقع قاعدة بيانات برودواي على الإنترنت (الإنجليزية)
- باتي أوستين على موقع إن إن دي بي (الإنجليزية)
- باتي أوستين على موقع أول ميوزيك (الإنجليزية)
- باتي أوستين على موقع ديسكوغز (الإنجليزية)
- باتي أوستين على موقع قاعدة بيانات الفيلم (الإنجليزية)
- باتي أوستين في قاعدة بيانات الأفلام على الإنترنت